# Йозефа Ідем
Йозефа Ідем Ґверріні  (нім. Josefa Idem-Guerrini; нар. 23 вересня 1964) — італійська байдарочниця та політична діячка німецького походження, олімпійська чемпіонка. Членкиня Демократичної партії. З 28 квітня 2013 міністр без портфеля з питань рівних можливостей, спорту та молодіжної політики в коаліційному уряді Італії. Вже 24 червня 2013 була змушена залишити свою посаду у зв'язку з розслідуванням про неправильну сплату податків.

## Виступи на Олімпіадах
| Олімпіада         | Дисципліна                    | Місце |
| ----------------- | ----------------------------- | ----- |
| Лос-Анджелес 1984 | байдарка-двійка, 500 метрів   | 3     |
| Лос-Анджелес 1984 | байдарка-четвірка, 500 метрів | 5     |
| Сеул 1988         | байдарка, 500 метрів          | 9     |
| Сеул 1988         | байдарка-четвірка, 500 метрів | 5     |
| Барселона 1992    | байдарка, 500 метрів          | 4     |
| Атланта 1996      | байдарка, 500 метрів          | 3     |
| Сідней 2000       | байдарка, 500 метрів          | 1     |
| Афіни 2004        | байдарка, 500 метрів          | 2     |
| Пекін 2008        | байдарка, 500 метрів          | 2     |